# Terminator Salvation
Terminator Salvation je americký sci-fi film, čtvrtý díl filmové série. Snímek natočil v roce 2009 režisér McG podle scénáře Johna Brancata a Michaela Ferrise.

## Děj
Píše se rok 2003, těsně před válkou se stroji. Marcus Wright, vězeň odsouzený k smrti, je popraven. Jeho tělo je vydáno Cyberdyne Corporation, kde se podrobuje tajnému pokusu. Marcus se pak nečekaně probouzí o 15 let později, v roce 2018, kdy zuří válka mezi lidmi a stroji. Na celé planetě jsou rozptýlena hnutí odporu, která čelí několikanásobné převaze strojů. Jedním z jejích členů je i John Connor, který jako jediný přežil útok na velitelství Skynetu. Podařilo se mu ukrást plány na výstavbu nového modelu terminátora T-800, kovového humanoidního skeletonu pokrytého živou tkání, který má být použit k cestování časem a vraždě Sarah Connorové - Johnovy matky.
Mezitím se Marcus Wright, snažící se zjistit co se stalo, potká s mladým Kylem Reesem (Connorovým budoucím otcem, až bude poslán do minulosti), který mu slíbí, že jej odvede k hlavní základně hnutí odporu. Avšak během cesty je Kyle unesen jedním ze strojů. Marcus se za pomoci nového společníka, Blair Williamsové, nakonec podaří dosáhnout základny, kde se setká s Johnem Connorem. Ten se po zjištění, že Kyle byl unesen, rozhodne jej osvobodit. Co se týče Marcuse, tak při cestě na základnu je odhaleno, jak je možné, že vlastně "žije"...

## Obsazení
| Christian Bale       | John Connor      |
| Sam Worthington      | Marcus Wright    |
| Anton Yelchin        | Kyle Reese       |
| Bryce Dallas Howard  | Kate Connor      |
| Moon Bloodgood       | Blair Williams   |
| Common               | Barnes           |
| Helena Bonham Carter | Dr. Serena Kogan |